# Manmuswak
Pour plus de détails, voir Fiche technique et Distribution.
Manmuswak est un court métrage français réalisé par Patrick Bernier et Olive Martin, sorti en 2005.

## Synopsis
Tout au long de la journée, K., immigré africain, parcourt la ville. Levé tôt pour prendre son poste de vigile au supermarché, il est remplacé plus tard par un autre avec qui il échange sa veste. Après une journée émaillée de rencontres mystérieuses, K. redevient vigile pour une boîte de nuit. Enfin, il rentre chez lui.

## Fiche technique
- Titre : Manmuswak
- Réalisation : Patrick Bernier et Olive Martin
- Scénario : Patrick Bernier et Olive Martin
- Production :  Cyanéa production, GREC
- Photographie : Guillaume Brault
- Montage : Catherine Aladenise
- Musique : Géry Petit
- Pays d'origine :  France
- Format : couleur - 35 mm
- Genre : court métrage
- Durée : 16 minutes
- Date de sortie : 2005

## Distribution
- Koulin Mah
- Patrick Berv-Beverly
- Carlos Ouédraogo
- Franck Assi
- Soro Solo
- Richard Dié
- Sekou Condé

## Distinctions

### Sélections
- Festival de Locarno, Suisse, 2005
- Rencontres Cinéma de Gindou, 2005
- Festival du film de Belfort, 2005
- Festival du cinéma politique, Barcelone, 2005
- Festival international du film de Rotterdam, Pays Bas, 2006
- Festival international du court métrage de Clermont-Ferrand, 2006
- Festival européen du film court de Brest, 2006

### Récompenses
- Festival Premiers Plans d'Angers 2006 - Grand prix du jury (premier court métrage français)[1]
- Festival de cinéma de Douarnenez Gouel Ar Filmoù 2006 - Prix de la fiction courte[2]